# Giuseppe Diana
Giuseppe Diana, chiamato anche Peppe Diana o Peppino Diana (Casal di Principe, 4 luglio 1958 – Casal di Principe, 19 marzo 1994), è stato un presbitero, attivista e scout italiano, assassinato dalla camorra per il suo impegno antimafia.
Il suo impegno civile e religioso contro la Camorra ha lasciato un profondo segno nella società campana.

## Biografia
(Roberto Saviano, Gomorra)

### Nascita e formazione

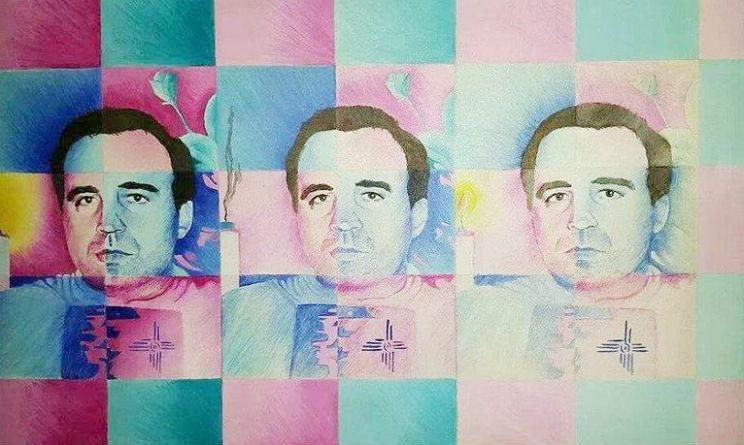
Tela raffigurante don Giuseppe Diana

Nasce a Casal di Principe, in provincia di Caserta, da una famiglia di proprietari terrieri. Nel 1968 entra nel seminario di Aversa: vi frequenta la scuola media e il liceo classico. Successivamente continua gli studi teologici nel seminario di Posillipo, sede della Pontificia facoltà teologica dell'Italia meridionale. Vi si laurea in Teologia biblica e poi si laurea in Filosofia presso l'Università degli Studi di Napoli Federico II. Nel 1978 entra nell'Associazione Guide e Scouts Cattolici Italiani (AGESCI) dove fa il caporeparto. Nel marzo 1982 è ordinato sacerdote.

### La carriera ecclesiastica
Diviene assistente ecclesiastico del Gruppo Scout di Aversa e successivamente anche assistente del settore Foulard Bianchi. Dal 19 settembre 1989 è parroco della parrocchia di San Nicola di Bari in Casal di Principe, suo paese nativo, per diventare poi anche segretario del vescovo della diocesi di Aversa, monsignor Giovanni Gazza. Insegna inoltre materie letterarie presso il liceo legalmente riconosciuto del seminario Francesco Caracciolo, nonché religione cattolica presso l'Istituto tecnico industriale statale "Alessandro Volta" e l'Istituto professionale alberghiero di Aversa.

### L'impegno civile
Don Giuseppe Diana cerca di aiutare le persone nei momenti resi difficili dalla camorra, negli anni del dominio assoluto del Clan dei Casalesi, legata principalmente al boss Francesco Schiavone, detto "Sandokan". Gli uomini del clan controllano non solo i traffici illeciti, ma si sono anche infiltrati negli enti locali e gestiscono fette rilevanti di economia legale, tanto da diventare "camorra imprenditrice".

### L'agguato e la morte
Alle 7.20 del 19 marzo 1994, giorno del suo onomastico, mentre si accinge a celebrare la Messa, don Diana venne assassinato nella sacrestia della chiesa di San Nicola di Bari a Casal di Principe. Un camorrista lo affronta con una pistola. I 5 proiettili vanno tutti a segno: due alla testa, uno al volto, uno alla mano e uno al collo. Don Giuseppe Diana muore all'istante. L'omicidio, di puro stampo camorristico, fa scalpore in tutta Italia e in tutta Europa per la sua brutalità. Un messaggio di cordoglio è pronunciato da papa Giovanni Paolo II durante l'Angelus del 20 marzo 1994:

## I processi
Sin dall'inizio del processo si è tentato di depistare le indagini e di infangare la figura di don Diana, accusandolo di essere frequentatore di prostitute, pedofilo e custode delle armi destinate a uccidere il procuratore Agostino Cordova. In particolare, il Corriere di Caserta, pubblicò in prima pagina il titolo "Don Diana era un camorrista" e, dopo pochi giorni, "Don Diana a letto con due donne", descrivendolo quindi non come vittima della camorra, bensì come appartenente ai clan.
Nunzio De Falco, difeso da Gaetano Pecorella, allora presidente della Commissione giustizia della Camera, è stato condannato in primo grado all'ergastolo il 30 gennaio 2003 come mandante dell'omicidio. Inizialmente De Falco tentò di far cadere le colpe sul rivale Francesco Schiavone, ma il tentativo fallì perché Giuseppe Quadrano, autore materiale dell'omicidio, consegnatosi alla polizia, iniziò a collaborare con la giustizia. Per l'omicidio, Quadrano ricevette una condanna a 14 anni.
Il 4 marzo 2004 la Corte di cassazione ha condannato all'ergastolo Mario Santoro e Francesco Piacenti come coautori dell'omicidio.

## Per amore del mio popolo
Lo scritto più noto di don Giuseppe Diana è la lettera Per amore del mio popolo, un documento diffuso a Natale del 1991 in tutte le chiese di Casal di Principe e della zona aversana insieme ai parroci della foranìa di Casal di Principe, un manifesto dell'impegno contro il sistema criminale:
Assistiamo impotenti al dolore di tante famiglie che vedono i loro figli finire miseramente vittime o mandanti delle organizzazioni della camorra. Come battezzati in Cristo, come pastori della Forania di Casal di Principe ci sentiamo investiti in pieno della nostra responsabilità di essere “segno di contraddizione”. Coscienti che come chiesa “dobbiamo educare con la parola e la testimonianza di vita alla prima beatitudine del Vangelo che è la povertà, come distacco dalla ricerca del superfluo, da ogni ambiguo compromesso o ingiusto privilegio, come servizio sino al dono di sé, come esperienza generosamente vissuta di solidarietà”.
La Camorra
La Camorra oggi è una forma di terrorismo che incute paura, impone le sue leggi e tenta di diventare componente endemica nella società campana. I camorristi impongono con la violenza, armi in pugno, regole inaccettabili: estorsioni che hanno visto le nostre zone diventare sempre più aree sussidiate, assistite senza alcuna autonoma capacità di sviluppo; tangenti al venti per cento e oltre sui lavori edili, che scoraggerebbero l'imprenditore più temerario; traffici illeciti per l'acquisto e lo spaccio delle sostanze stupefacenti il cui uso produce a schiere giovani emarginati, e manovalanza a disposizione delle organizzazioni criminali; scontri tra diverse fazioni che si abbattono come veri flagelli devastatori sulle famiglie delle nostre zone; esempi negativi per tutta la fascia adolescenziale della popolazione, veri e propri laboratori di violenza e del crimine organizzato.
Precise responsabilità politiche
È oramai chiaro che il disfacimento delle istituzioni civili ha consentito l'infiltrazione del potere camorristico a tutti i livelli. La Camorra riempie un vuoto di potere dello Stato che nelle amministrazioni periferiche è caratterizzato da corruzione, lungaggini e favoritismi. La Camorra rappresenta uno Stato deviante parallelo rispetto a quello ufficiale, privo però di burocrazia e d'intermediari che sono la piaga dello Stato legale. L'inefficienza delle politiche occupazionali, della sanità, ecc; non possono che creare sfiducia negli abitanti dei nostri paesi; un preoccupato senso di rischio che si va facendo più forte ogni giorno che passa, l'inadeguata tutela dei legittimi interessi e diritti dei liberi cittadini; le carenze anche della nostra azione pastorale ci devono convincere che l'Azione di tutta la Chiesa deve farsi più tagliente e meno neutrale per permettere alle parrocchie di riscoprire quegli spazi per una “ministerialità” di liberazione, di promozione umana e di servizio. Forse le nostre comunità avranno bisogno di nuovi modelli di comportamento: certamente di realtà, di testimonianze, di esempi, per essere credibili.
Impegno dei cristiani
Il nostro impegno profetico di denuncia non deve e non può venire meno. Dio ci chiama ad essere profeti.
- Il Profeta fa da sentinella: vede l'ingiustizia, la denuncia e richiama il progetto originario di Dio (Ezechiele 3,16-18);
- Il Profeta ricorda il passato e se ne serve per cogliere nel presente il nuovo (Isaia 43);
- Il Profeta invita a vivere e lui stesso vive, la Solidarietà nella sofferenza (Genesi 8,18-23);
- Il Profeta indica come prioritaria la via della giustizia (Geremia 22,3 -Isaia 5)

Coscienti che “il nostro aiuto è nel nome del Signore” come credenti in Gesù Cristo il quale “al finir della notte si ritirava sul monte a pregare” riaffermiamo il valore anticipatorio della Preghiera che è la fonte della nostra Speranza.
NON UNA CONCLUSIONE: MA UN INIZIO
Appello
Le nostre Chiese hanno, oggi, urgente bisogno di indicazioni articolate per impostare coraggiosi piani pastorali, aderenti alla nuova realtà; in particolare dovranno farsi promotrici di serie analisi sul piano culturale, politico ed economico coinvolgendo in ciò gli intellettuali finora troppo assenti da queste piaghe. Ai preti nostri pastori e confratelli chiediamo di parlare chiaro nelle omelie ed in tutte quelle occasioni in cui si richiede una testimonianza coraggiosa. Alla Chiesa che non rinunci al suo ruolo “profetico” affinché gli strumenti della denuncia e dell'annuncio si concretizzino nella capacità di produrre nuova coscienza nel segno della giustizia, della solidarietà, dei valori etici e civili (Lam. 3,17-26). Tra qualche anno, non vorremmo batterci il petto colpevoli e dire con Geremia “Siamo rimasti lontani dalla pace… abbiamo dimenticato il benessere… La continua esperienza del nostro incerto vagare, in alto ed in basso,… dal nostro penoso disorientamento circa quello che bisogna decidere e fare… sono come assenzio e veleno”.»
(Forania di Casal di Principe (Parrocchie: San Nicola di Bari, S.S. Salvatore, Spirito Santo - Casal di Principe; Santa Croce e M.S.S. Annunziata - San Cipriano d'Aversa; Santa Croce – Casapesenna; M. S.S. Assunta - Villa Literno; M.S.S. Assunta - Villa di Briano; SANTUARIO DI M.SS. DI BRIANO))

## Il comitato a lui dedicato
Il 25 aprile 2006, a Casal di Principe, nasce ufficialmente il Comitato don Peppe Diana con lo scopo di non dimenticare il martirio di un sacerdote morto per amore del suo popolo.
Inizialmente il comitato fu costituito nel 2003 grazie a sette organizzazioni attive nel sociale, le quali decisero che l'impegno e il messaggio di don Peppe non dovesse essere dimenticato. Queste organizzazioni erano: l'AGESCI Campania, le associazioni Scuola di Pace don Peppe Diana, Jerry Essan Masslo, Progetto Continenti, Omnia ONLUS, Legambiente circolo Ager e la cooperativa sociale Solesud Onlus. Il confronto avviato in quel nucleo iniziale di organizzazioni, arricchito dal contributo degli amici di don Peppe, ha fatto maturare la necessità di costituire un'associazione di promozione sociale che si metta al servizio di quanti vogliono fare memoria del sacrificio di don Peppe e, come lui, continuare a costruire comunità alternative alla camorra.

## Ricordi e riconoscimenti

### Istituti scolastici
Il 21 aprile 2010 l'Istituto di Istruzione Superiore di Morcone (BN) è stato intitolato a don Giuseppe Diana.
A don Giuseppe Diana è stato intitolato anche l'Istituto Comprensivo 3 di Portici (NA).
L'8 novembre 2014 è nata a Termoli la Scuola di Legalità intitolata alla memoria di don Giuseppe Diana, fondata e diretta da Vincenzo Musacchio. Il progetto è stato voluto fortemente dalla Commissione Regionale Anticorruzione del Molise.

### Televisione
Nel gennaio 2013 è andata in onda la fiction Il clan dei camorristi; il personaggio di don Palma, è ispirato a don Giuseppe Diana.
Il 18 e 19 marzo 2014 ad esattamente vent'anni dalla scomparsa di don Giuseppe Diana, Rai 1 alle ore 21 ha trasmesso in prima visione una fiction TV in due puntate dal titolo Per amore del mio popolo, con l'attore napoletano Alessandro Preziosi nel ruolo di don Diana. Al sacerdote è stato anche dedicato un documentario di Rai Storia, dal titolo Non tacerò, la storia di don Peppe Diana. Anche nella fiction Rai Sotto copertura viene fatto riferimento al personaggio di Giuseppe Diana per parlare della sua lotta contro la criminalità organizzata.

### Teatro
Nel maggio 2024 l'attore Corrado la Grasta del Teatro dei Cipis ha portato in scena lo spettacolo "Non è stata la mano di Dio", con il patrocinio del Comitato don Peppe Diana, per raccontare la storia dell'impegno di don Peppe Diana contro la camorra in occasione dei 30 anni dalla morte del sacerdote.